# Liste Bremer Wohnungsgesellschaften
In der Liste Bremer Wohnungsgesellschaften sind die größeren Wohnungsunternehmen aus der Freien Hansestadt Bremen aufgeführt.

## Liste der größeren Gesellschaften
In dieser Liste der größeren Gesellschaften aus Bremen und Bremerhaven sind die Anzahl der Wohneinheiten (WE) im eigenen Bestand und die verwalteten Wohnungen aufgeführt (Angaben aus 2016).
| Nr. | Gesellschaften                              | Stadt       | Wohnungen im Land | Verwaltete Wohnungen | Eigner, Anmerkungen                |
| --- | ------------------------------------------- | ----------- | ----------------- | -------------------- | ---------------------------------- |
| 1   | Gewoba                                      | Bremen      | 42.000            | 14.500 1             | GmbH; Stadtgemeinde Bremen: 75,1 % |
| 2   | Vonovia SE                                  | Bochum      | 11.300            |                      | AG; bundesweit 400.000 WE          |
| 3   | Brebau                                      | Bremen      | 5.900             | 4.500                | GmbH; Stadtgemeinde Bremen         |
| 4   | Gewosie                                     | Bremen-Nord | 4.005             |                      | e.G.                               |
| 5   | Espabau 2                                   | Bremen      | 3.200             |                      | e.G.                               |
| 6   | WGS Bremen 3                                | Bremen      | 1.225             |                      | e.G.                               |
| 7   | Beamten- Wohnungsverein                     | Bremen      | 518               |                      | e.G.                               |
| 8   | STÄWOG 4                                    | Bremerhaven | >5.000            |                      | GmbH, Stadtgemeinde Bremerhaven    |
| 9   | Wohnungs- genossenschaft                    | Bremerhaven | 2.810             |                      | e.G.                               |
| 10  | Wohnungs- und Immobilien GmbH               | Bremerhaven | 1.400             |                      | GWF, GmbH                          |
| 11  | Vereinigte Bau- und Siedlungsgenossenschaft | Bremerhaven | 750               |                      | e.G.                               |